# Ctenomys yolandae
Туко-туко Йоланди (Ctenomys yolandae) — вид гризунів родини тукотукових, що зустрічається в Аргентині уздовж річок Парана і Сан-Хавьєр в провінції Санта-Фе.

## Етимологія
Вид названий на честь аргентинського біолога Йоланди Девіс (ісп. Yolanda Davis).